# Джонсон, Латоня
Латоня Джонсон (англ. LaTonya Johnson; род. 17 августа 1975 года, Уинчестер, штат Теннесси, США) — американская профессиональная баскетболистка, выступавшая в женской национальной баскетбольной ассоциации. Была выбрана на драфте ВНБА 1998 года в третьем раунде под общим двадцать первым номером командой «Юта Старз». Играла в амплуа лёгкого форварда.

## Ранние годы
Латоня Джонсон родилась 17 августа 1975 года в городе Уинчестер (штат Теннесси), училась там же в средней школе Франклин Каунти, в которой выступала за местную баскетбольную команду.